# Мелитопольский автобус
Мелитопольский автобус — основной вид пассажирского городского общественного транспорта Мелитополя.

## Маршрутная сеть
На 2025 год в городе осуществляются пассажирские перевозки по 7 маршрутам:
- 1 — Железнодорожный вокзал — улица Белякова
- 3 — База РПС — улица Белякова
- 7 — Железнодорожный вокзал — улица Кирова (кольцевой)
- 10 — Центральный рынок — Новый Мелитополь (депо)
- 11 — Новый Мелитополь — Северный переезд
- 24 — Северный переезд — улица Белякова
- 27 — База РПС — Лесопарк

## Подвижной состав
На маршрутах города работают автобусы НефАЗ-5299 и ПАЗ 3204 «Vector Next», эксплуатируемые ГУП «Автотранс Запорожской области».

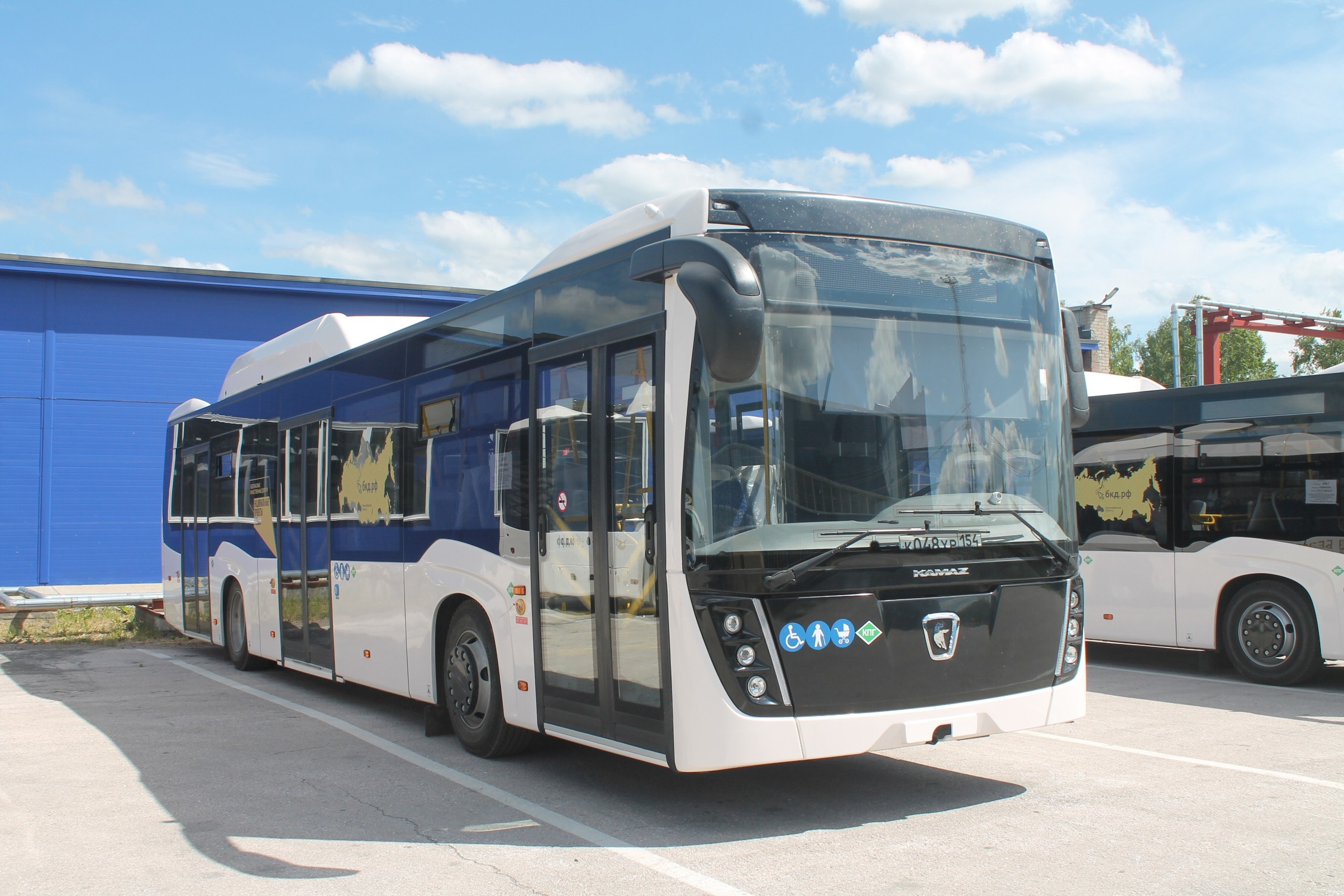
НефАЗ-5299
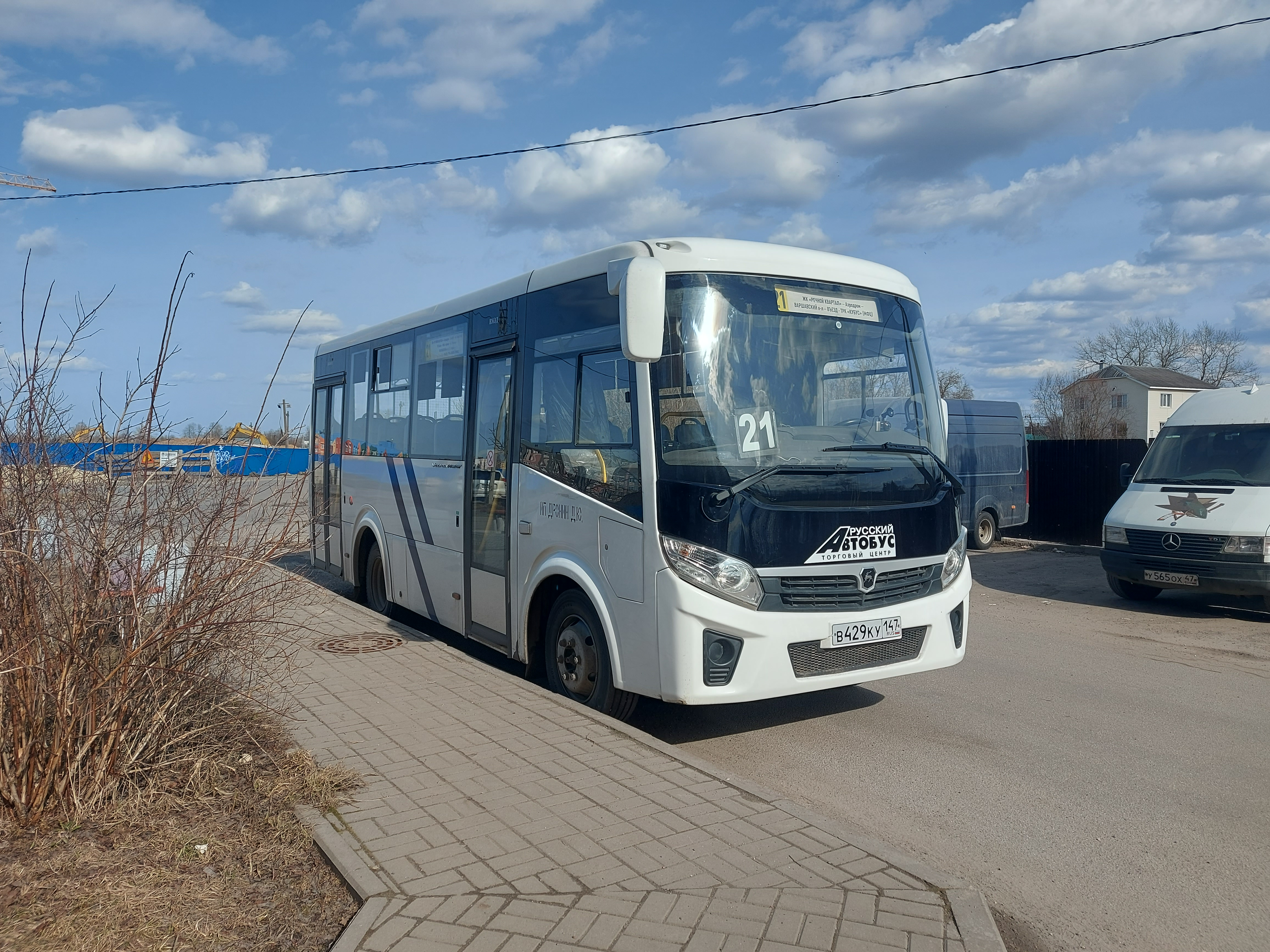
ПАЗ 3204 «Vector Next»

## Оплата проезда
С 14 июня 2025 года стоимость проезда и провоза багажа при наличной оплате составляет 35 рублей, для льготных категорий — 20 рублей, при безналичной оплате — 25 рублей, для льготных категорий — 15 рублей. В салоне автобусов установлены валидаторы, предусмотрена бесконтактная оплата банковской картой.

## Режим работы
Движение автобусов осуществляется с 6 до 20 часов. Интервалы составляют 12—15 минут, с 12 до 16 часов — до 30 минут.
Доступно отслеживание транспорта на маршрутах в режиме реального времени с помощью Яндекс Карт.

## История
В 1935 году открыто движение автобуса Автодора на маршруте «город — вокзал».
15 июня 1940 года в городе начали работать два автомобиля такси ГАЗ М-1 мелитопольской конторы Автотранспорта. За первый день они перевезли 180 пассажиров.
В 1956 году на маршруты города было выпущено 13 автобусов.
В 1961 году для повышения вместимости в «час пик» запустили автобус ЗИЛ-158 с прицепом.
В 1969 году автобус маршрута «Вокзал — Компрессорный завод» выполнял рейсы до детского сада Компрессорного завода и обратно. Пассажирами были дети и их родители.
В 1980 году действовало 22 автобусных маршрута, на которых эксплуатировалось около 300 автобусов.
В начале 1990-х годов транспортная сеть состояла из 25 маршрутов, обслуживаемых автобусами Ikarus, ЛиАЗ, ЛАЗ и ПАЗ.

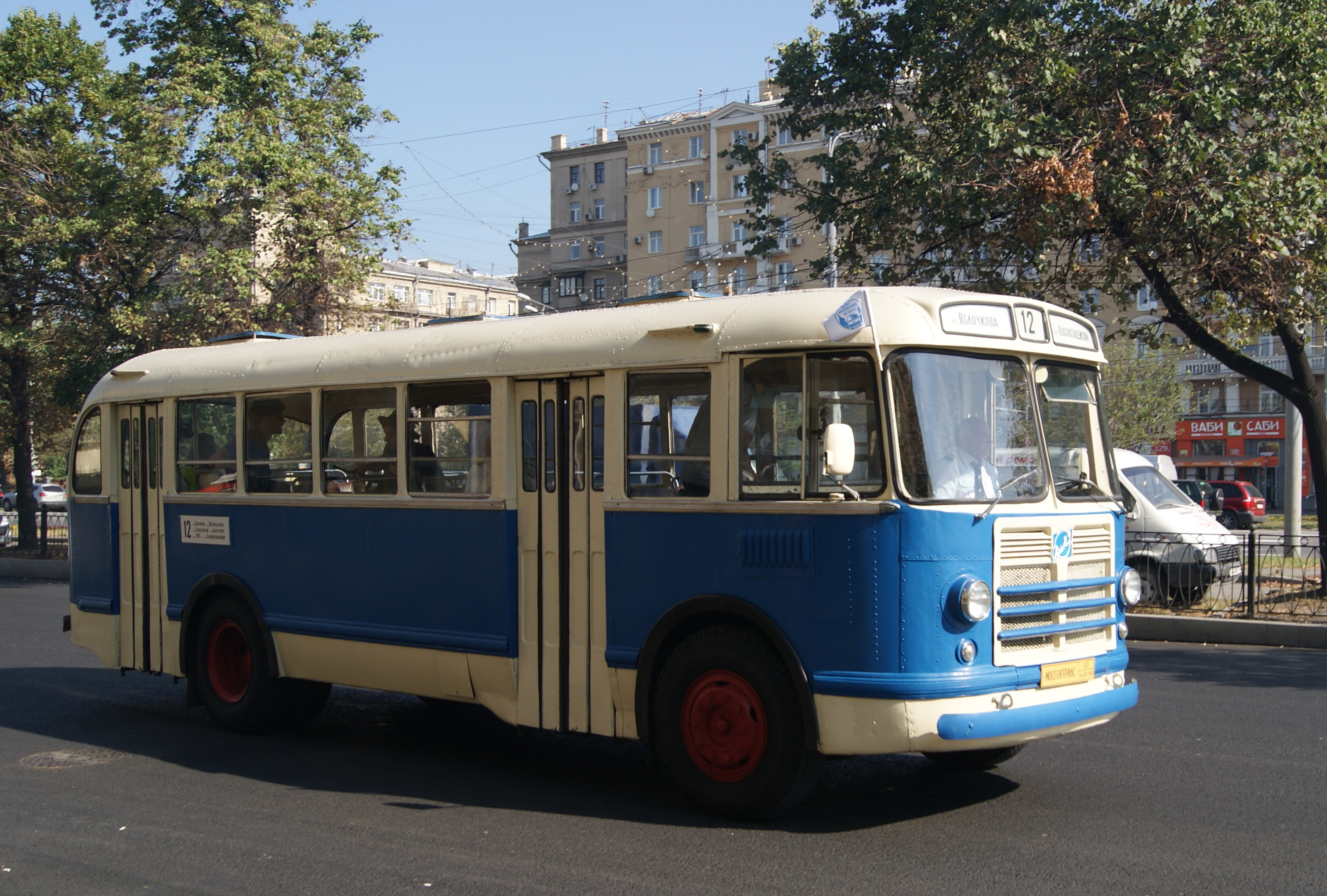
ЗИЛ-158
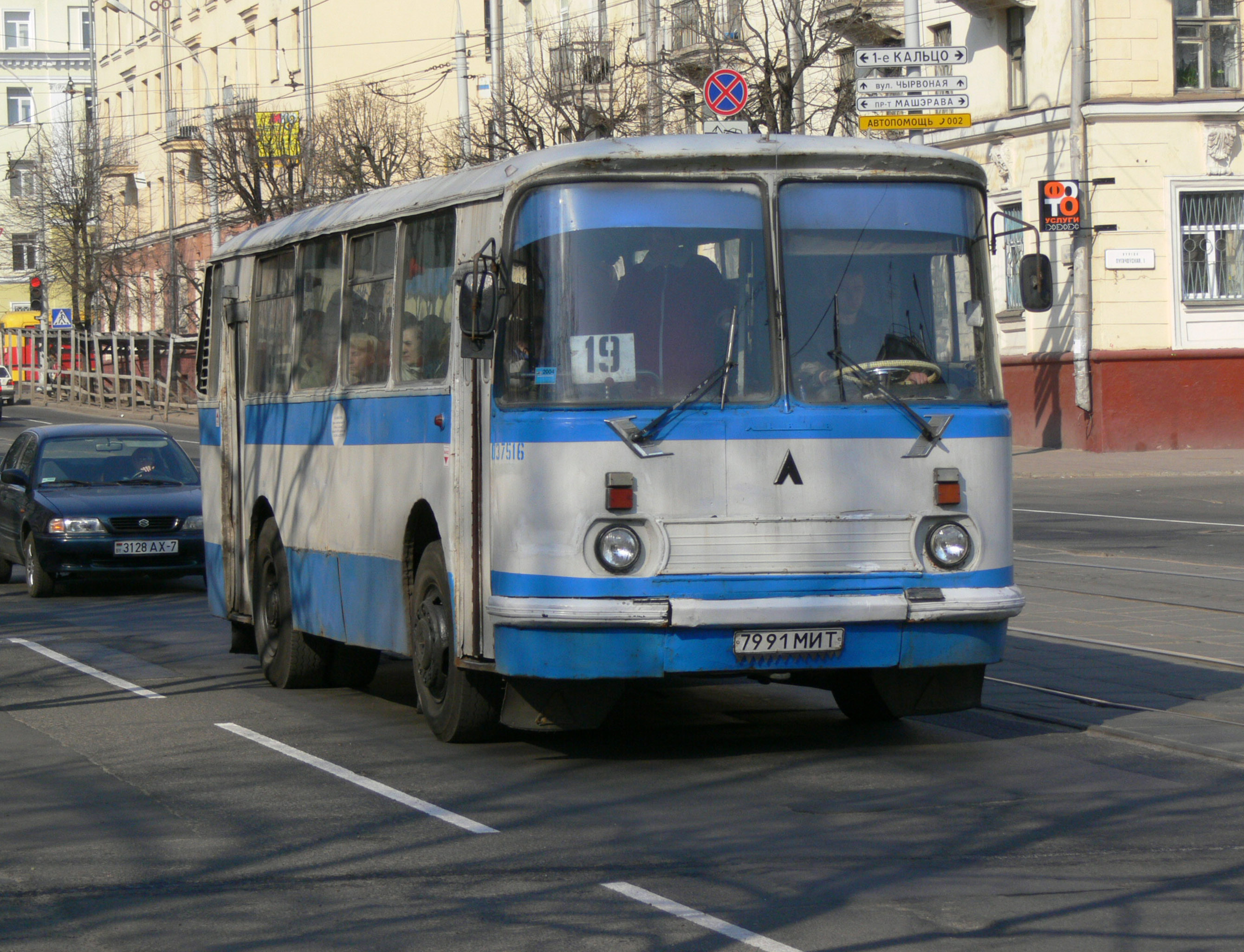
ЛАЗ-695Н
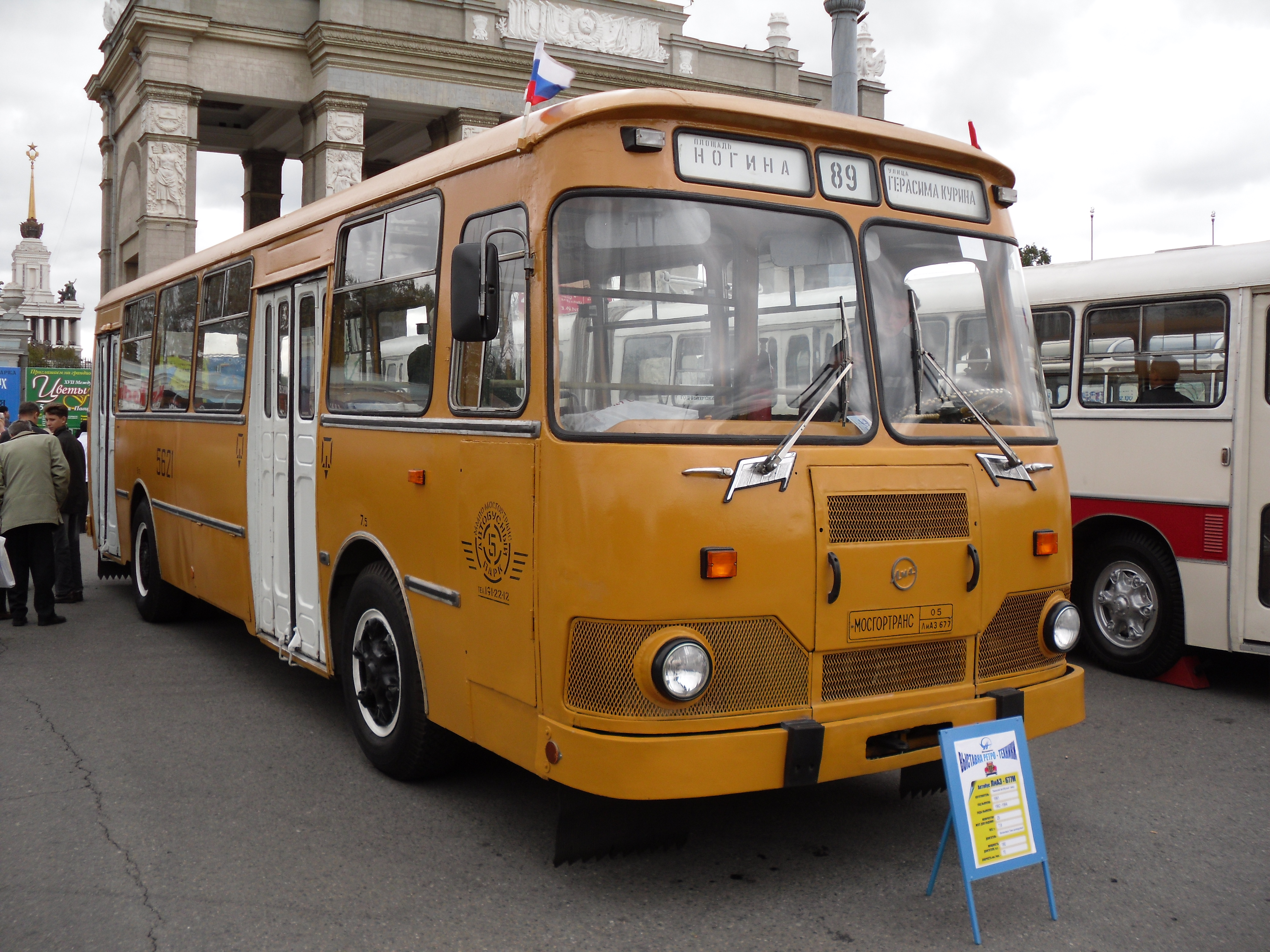
ЛиАЗ-677М
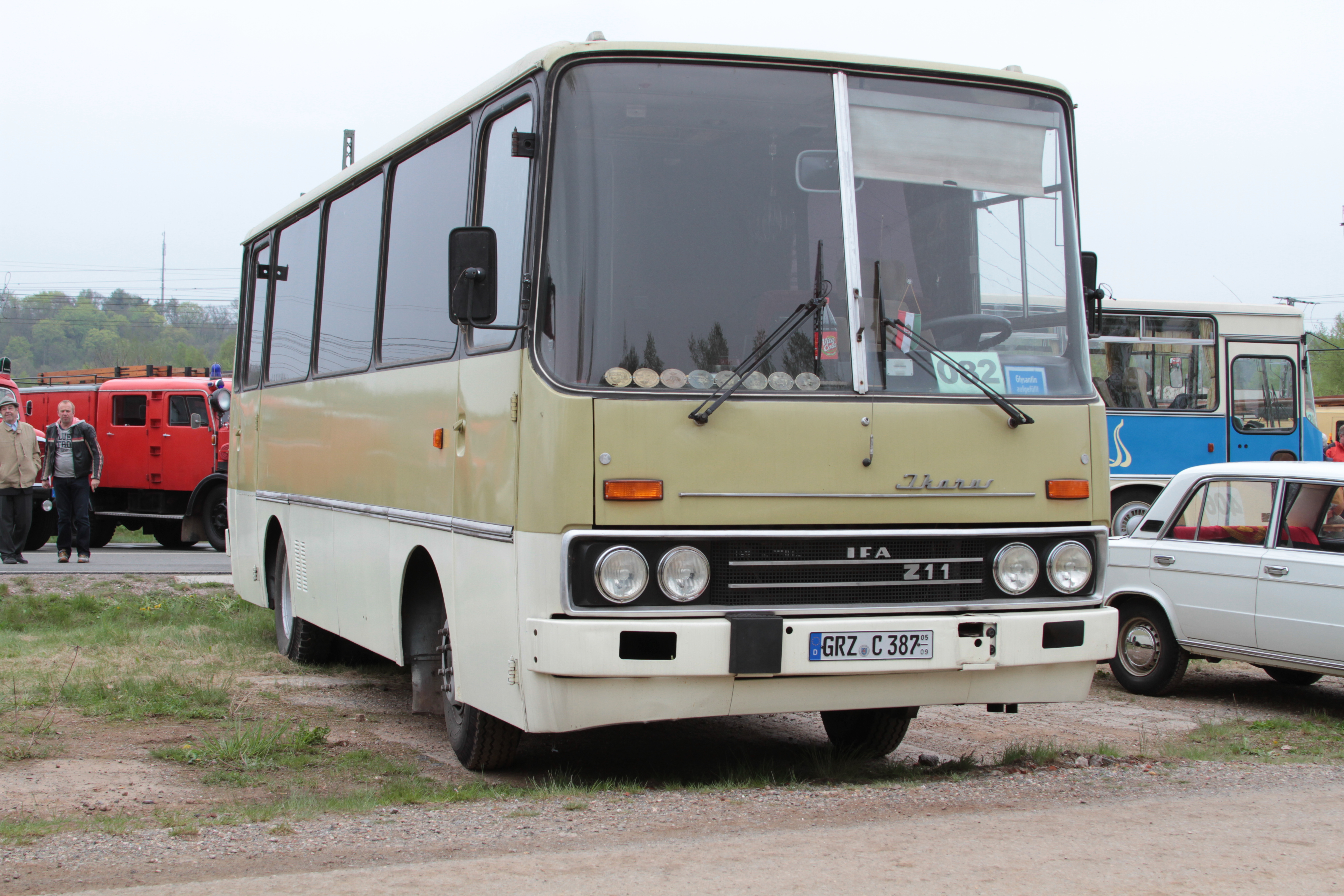
Ikarus 211

В 1990-е годы на смену государственному перевозчику пришли частные — «Автосвит», «Автотех-Юг», «Дизель-ТД», «Мотор-экспресс», «Рейс», «Транзит», ЧП Дьячков, ЧП Науменко и другие. На маршрутах работали автобусы малого и особо малого классов Hyundai Chorus, Iveco, Mercedes-Benz, Otoyol, Volkswagen, YouYi, Богдан, Рута и ХАЗ.

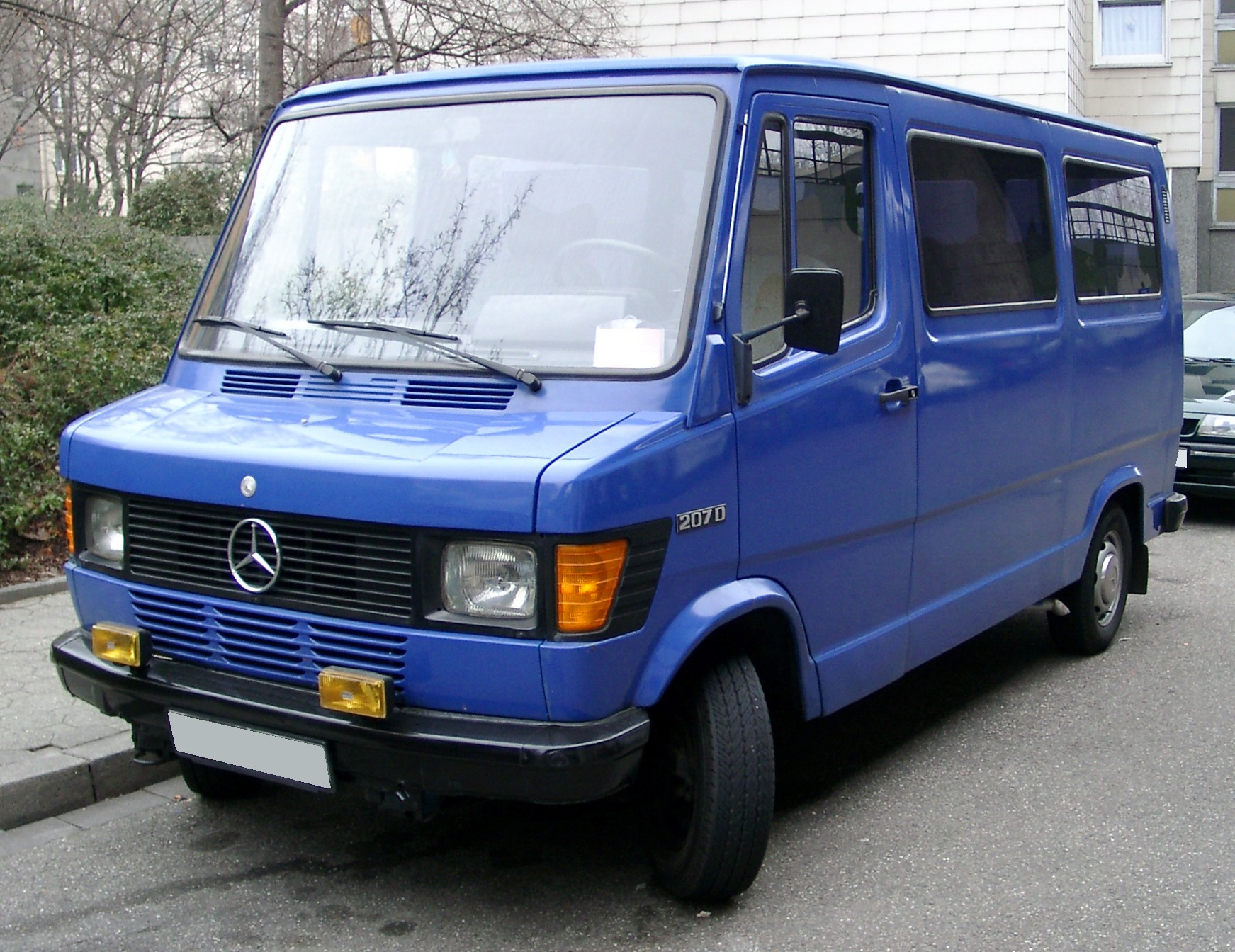
Mercedes-Benz T1
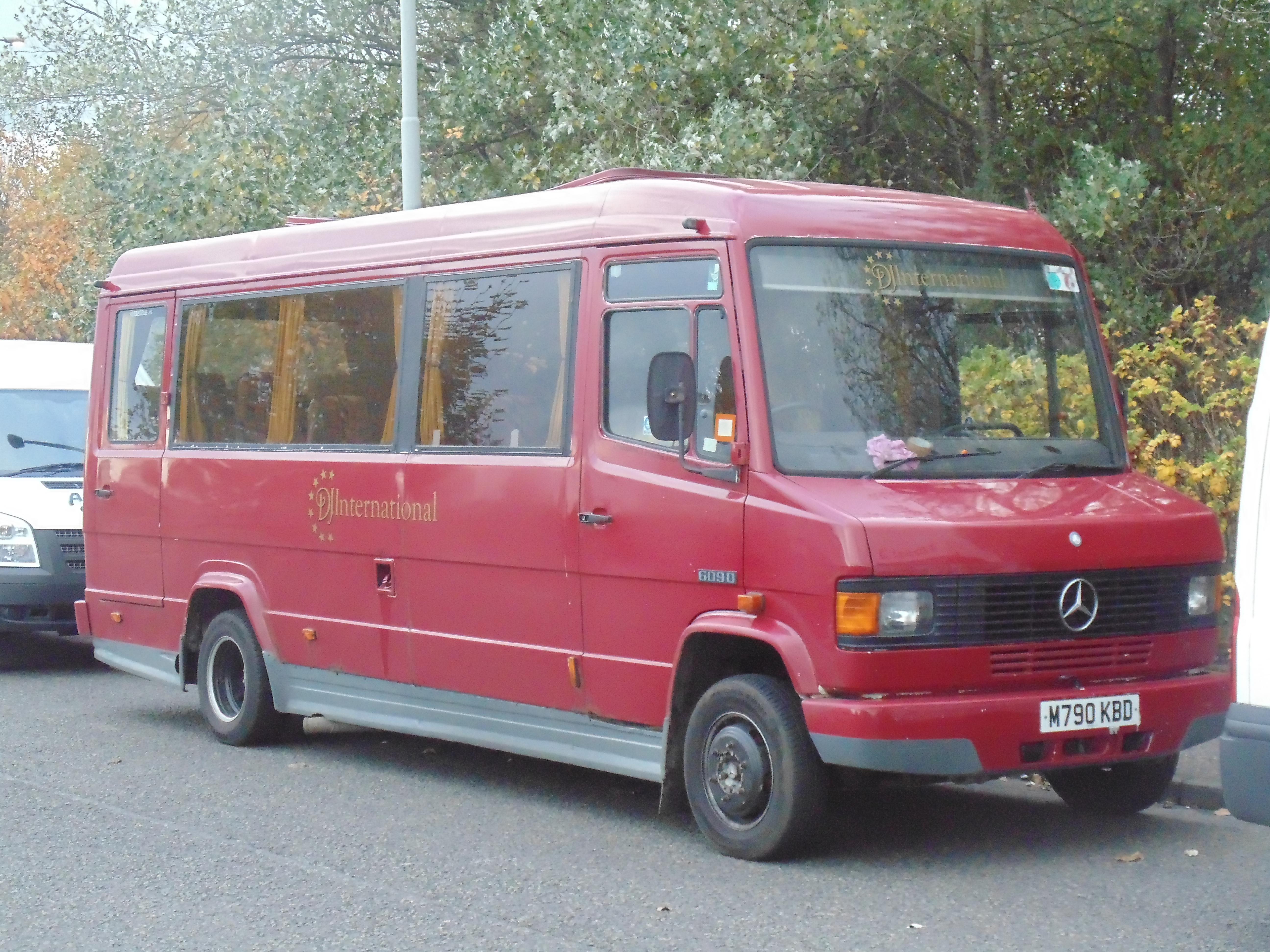
Mercedes-Benz T2
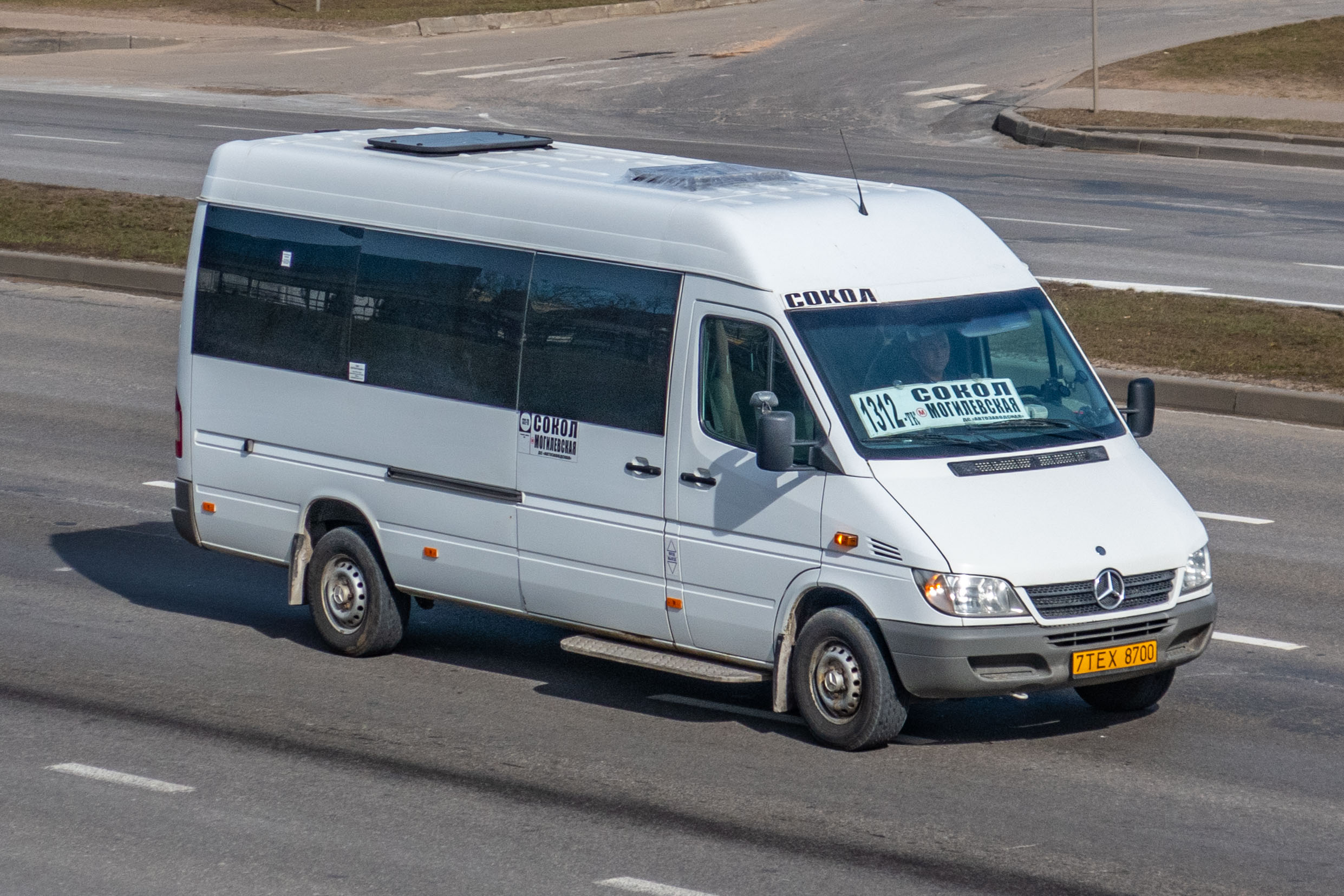
Mercedes-Benz Sprinter
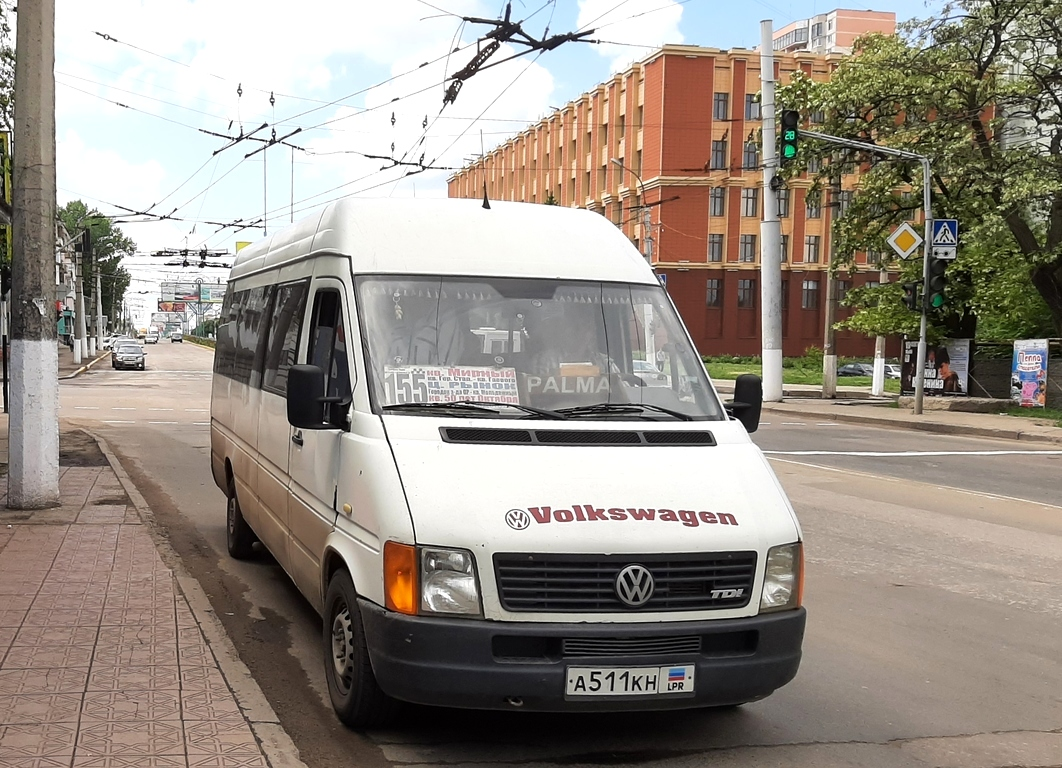
Volkswagen LT35

В 2008 году маршрутная сеть города обслуживалась 9 частными перевозчиками. На 34 маршрутах эксплуатировалось 483 автобуса.
В 2014—2015 годах на городских маршрутах работало значительное количество нелегальных перевозчиков.
В 2021 году маршрутная сеть города состояла из 32 маршрутов, на которых эксплуатировалось 334 автобуса 11 частных перевозчиков.
В 2024 году для работы на городских маршрутах было поставлено 52 новых автобуса большого класса НефАЗ и малого класса ПАЗ.

### Изменение стоимости проезда
С 2014 года стоимость проезда составляла 2,5 гривны. С 2015 года — 3 гривны. С 2017 года — 4 гривны. С 2018 года — 5 гривен. С 2022 года — 15 рублей. С 9 октября 2023 года — 25 рублей. С 14 июня 2025 года — 25-35 рублей в зависимости от вида оплаты.